# Sainte-Anne-des-Monts

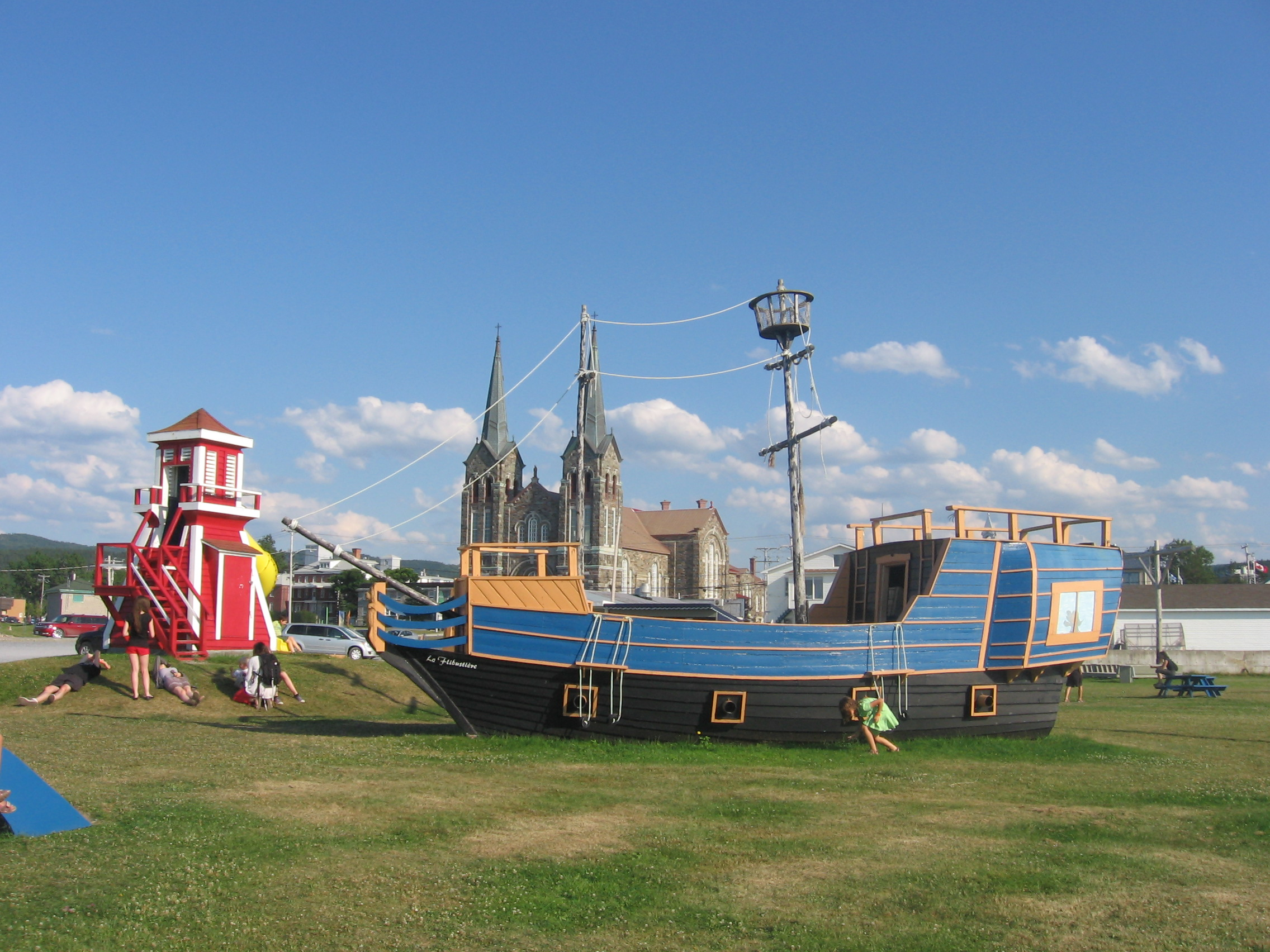
Die Kirche von Sainte-Anne-des-Monts

Sainte-Anne-des-Monts ist eine kanadische Stadt in der Provinz Québec. 
Sie liegt 500 km nordöstlich der Provinzhauptstadt Québec  an der Mündung des Rivière Sainte-Anne an der Nordküste der Gaspésie-Halbinsel. 